# Glaciar Berry
El glaciar Berry (75°S 134°O / -75, -134) es un glaciar, de unos 40 km de largo y 8 km de ancho, situado en la costa de Hobbs, en la parte occidental de la Tierra de Marie Byrd, en la Antártida. El punto más alto del glaciar se encuentra a 381 m s.n.m.. El glaciar fluye en dirección norte entre las cordilleras Perry y Dumas, hasta que alimenta la plataforma glacial de Getz.
Esta zona fue fotografiada y cartografiada por primera vez desde un avión del Servicio Antártico de Estados Unidos en diciembre de 1940, y el Servicio Geológico de Estados Unidos cartografió en detalle el glaciar a partir de estudios terrestres y fotografías aéreas de la Marina de Estados Unidos. Fue nombrado por el Comité Consultivo sobre Nomenclatura Antártica en honor al Comandante William H. Berry, Armada de los Estados Unidos, Oficial de Operaciones Aéreas para el Grupo de Trabajo 43 durante la Operación Deep Freeze 1969–72; Oficial de operaciones, 1973.
Hay siete nunataks volcánicos a lo largo del lado este del glaciar.